# ميس الجبل
ميس الجبل هي إحدى المدن اللبنانية في  قضاء مرجعيون محافظة النبطية. تقع على حدود فلسطين المحتلة. تبعد عن بيروت 110 كلم، من طريق النبطية – كفرتبنيت. عن طريق صور- تبنين- شقرا 117 كلم. يحدها جنوبا بلدة بليدا ومزرعة محيبيب وشمالا بلدة حولا وغربا بلدة شقرا وبرعشيت وشرقاً فلسطين المحتلة. ترتفع عن سطح البحر 700 متر.
في ميس الجبل عائلات كبيرة وصغيرة وكثيرة تناهز المئة عائلة، وهي مقسمة إدارياً إلى أربعة احياء هي: الحي الشمالي، الحي الجنوبي، الحي الشرقي، الحي الغربي.
عانت البلدة من اعتداءات صهيونية كثيرة منذ قيام الإحتلال الإسرائيلي عام 1948 وأيضا احتل الكيان الصهيوني البلدة عام 1978 خلال اجتياح جنوب لبنان بعملية أطلق عليها عملية الليطاني. حتى انسحب إسرائيل منها عام 2000 يوم تحرير جنوب لبنان.

## التسمية
ميس اسم عربي نسبة إلى شجر الميس الذي كان يكثر في البلدة. ويقال أيضا ان ميس الجبل محرفة عن كلمة ميسرة الجبل لانها كانت تشكل ميسرة جيوش جبل عامل في زمن الدولة العثمانية والانتداب الفرنسي.[بحاجة لمصدر]

## تاريخ
تبلغ مساحتها الإجمالية نحو 45 ألف دونم. نصفها يقع ضمن حدود الدولة العبرية جراء ترسيم الحدود عم 1923 بين الانتدابين الفرنسي والبريطاني، وضمت إلى إسرائيل على فترات متتالية من العام 1948 حتى العام 1978.

## السكان
جميع سكانها من الطائفة الشيعية وهي بلدة رئيس المجلس الإسلامي الأعلى الشيخ عبد الأمير قبلان.. كان سكان ميس الجبل حسب الإحصاء الرسمي الوحيد الذي جرى عام 1932 م الفاً وثمانمائة شخص/ فيما يتعداد سكانها الحالي يتجاوز العشرين الف نسمة وناخبيها المسجلين تسعة آلاف ناخب، وهناك عائلات مسجلة في بيروت وبعض القرى المجاورة بفعل الهجرة أو المصاهرة.

## العدوان الإسرائيلي
في 23 تشرين الثاني عام 1948 م أغارت طائرات العدو الصهيوني على ميس الجبل وقتلت سعيد محمد حمدان واخته وولدها محمد علي إسماعيل، واقتحمها العدو في 25 كانون الأول عام 1948 ونسف عدة منازل فيها. احتلها العدو بالكامل عام 1978 م وبقي فيها ينكل بأهلها حتى استعادتها المقاومة الإسلامية بفضل تضحيات مجاهديها، التي كان فيها ولا يزال لميس الجبل الحصة الكبرى في معركة المواجهة مع العدو. وقد تقدم إلى ساحة التضحية العشرات من الشهداء الابرار دفاعا عن ارض الوطن وصونا له.

## الانتخابات البلدية الأولى
بعد انتخابات عام 1960 النيابية تشكل في ميس الجبل مجلس بلدي ائتلافي. وفي سنة 1964 أثمرت الجهود إلى تقسيم البلدة إلى حي شرقي وآخر غربي.
وفي سنة 1972 قسمت البلدة إداريا إلى أربعة احياء، لكل حي مختار.
وفي العام 2001 وبعد التحرير انتخبت ميس الجبل مجلسا بلديا من 18 عضواً وستة مخاتير.

## المدرسة الجعفرية التاريخية
ازدهرت مدرسة ميس الجبل الدينية بعد تدهور أوضاع مدرسة جزين. التي اسسها الشيخ علي بن عبد العال الميسي الذي توفي عام 1526 للميلاد، وقرأ فيها الامام الشيخ زين الدين بن علي نور الدين الملقب بالشهيد الثاني الذي توفي عام 1558 م.

### من علمائها
- الشيخ ظهير الدين أبو اسحاق ابن إبراهيم ابن الشيخ نورالدين علي ابن ابي القاسم تاج الدين عبد العال الميسي الشهير بابن مفلح الميسي.
- الشيخ لطف الله العاملي الميسي وكان الشيخ البهائي يعترف له بالفضل ويأمر بالرجوع اليه. كان في عصر الشاه طهماسب الصفوي، انتقل إلى اصفهان وبنى فيها مسجداً معروفاً باسمه.
- الشيخ أبو القاسم نور الدين علي بن عبد العالي الميسي المعروف بالمحقق الميسي وهو مدفون بجبل صديق في تبنين.
- الشيخ نعمة ابن الشيخ محمد جواد الغول الميسي العاملي الذي ولد عام 1855 م. درس في العراق ثم عاد إلى بلدته واقام فيها حتى وفاته سنة 1919 م.
- الشيخ موسى ابن الحاج حسين قبلان الذي توفي سنة 1350 هجرية. قرأ في جبل عامل ثم في النجف الاشرف وشارك في إنشاء جمعية العلماء العاملية وكان عضوا فيها. واحد أعضاء مؤتمر وادي الحجير الشهير الذي رفض الاحتلال الفرنسي وتقسيم المنطقة العربية. وأيضا ولده العلامة الشيخ محمد علي قبلان الذي توفي اواسط الثمانينات من القرن الماضي.

واليوم في حاضرها عشرات العلماء وطلبة العلوم الدينية والعصرية، واصحاب الشهادات العلمية ومن أبرز العلماء:
- رئيس المجلس الإسلامي الشيعي الأعلى الشيخ عبد الأمير قبلان.
- الشيخ أحمد قبلان
- الشيخ احمد علي عمار
- الشيخ عبد المجيد عمار
- الشيخ خليل رزق
- الشيخ حسن شقير
- الشيخ محمد شحرور
- الشيخ بسام قاروط
- الشيخ يوسف قاروط
- الشيخ ياسر فلحة
- الشيخ حسين الغول
- الشيخ محمدعمر شقير
- الشيخ علي هزيمة
- الشيخ نعيم حيدورة
- الشيخ عبد الله موسى دهيني
- الشيخ يوسف هزيمة[1]

## المعالم الأثرية والدينية
في ميس أربعة مساجد هي:

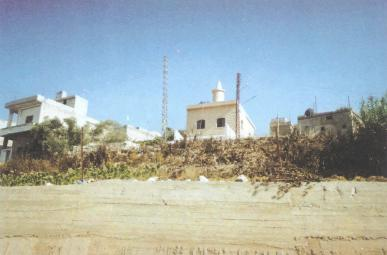
جامع الشيخ علي بن عبد العالي الميسي في الحي الشرقي من بلد ميس الجبل

- مسجد الامام علي عليه السلام ويقع في الحي الغربي (وقد تم تدميره كاملا في حرب تموز 2006) وكان قد اضيف له حسينية باسم السيدة فاطمة الزهراء عليها السلام.
- مسجد الشيخ إبراهيم ويقع في الحي الشرقي وهو مسجد قديم، ويقال أن مدرسة ميس الدينية التاريخية كانت في نفس الموقع.
- مسجد أبي ذر الغفاري (رض) ويقع في الحي الشمالي للبلدة، وسمي بهذا الاسم تيمنا باسم هذا الصحابي. ويقع بمحاذاة الحسينية.
- المسجد الكبير ويقع في الحي الشرقي أيضا وإلى جانبه حسينية.
- مقام النبي منذر !!!! الذي يقع قرب المدرسة القديمة،
- ومقام الهمام المندرس ويقع في الحي الغربي.
- إضافة إلى مغاور درب الحورات التي تعتبر مدافن تاريخية لم يكشف عنها من قبل الجهات المعنية مثل تلة الكنيسة لجهة جنوب – غرب.
- وهي تشمل ايضا قلعة دوبيه العريقة

## في بلاد الاغتراب
لم تقتصر جهود أبناء ميس الجبل الحميدة على القرية والوطن بل تعدتها إلى المهجر. فقد شاركوا في تأسيس الجمعية الخيرية للشبيبة الإسلامية العاملية في باريس وفي الأرجنتين عام 1928 م. هاجر من ميس الجبل ما بين عامي 1905 – 1912 ما يزيد على مئتي شخص. وتجاوزوا ثلاثة آلاف شخص إلى أفريقيا وأميركا وأستراليا وبلاد الخليج وقسم إلى أوروبا. وهناك الهجرة الداخلية الواسعة إلى المدينة التي بدأت مع الاحتلال الصهيوني لأراضي فلسطين عام 1948 م. وكانت ترتبط أبناء البلدة علاقة اجتماعية واقتصادية هامة مع الفلسطينيين.

## الخدمات

### المؤسسات العامة والخاصة

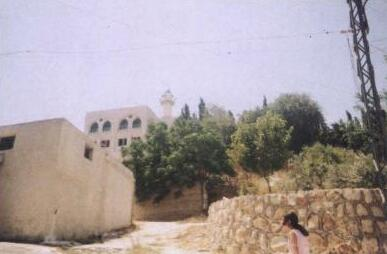
المسجد المنسوب لأبي ذر الغفاري في ميس الجبل

في ميس مستشفى خاص، اقفله الاحتلال الإسرائيلي وهو قيد الترميم. كما يوجد مستشفى ميس الحكومي يقع للجهة الشمالية باتجاه بلدة حولا يتسع لحوالي 60 سرير.
وهناك مستوصفان واحد بإدارة الصليب الأحمر وآخر بإدارة مصلحة الإنعاش الاجتماعي التابع لوزارة الشؤون الاجتماعية.

### التعليم الرسمي
عرفت ميس الجبل التعليم الرسمي منذ عام 1927 ولكن هذا التعليم لم يتطور بل ظل ضيقا يتمثل بالمعلم الواحد والمدرسة ذات الغرفة الواحدة أو الغرفتين المستأجرتين. في اواسط الخمسينيات تم ترميم المدرسة الابتدائية. وفي عام 1970 ومع تزايد السكان وزيادة عدد التلاميذ قامت وزارة التربية ببناء مدرسة جديدة تتسع لما يزيد عن سبعماية تلميذ. إضافة إلى المدرسة القديمة التي تتسع إلى أكثر من مئتي تلميذ. واليوم هناك مدرسة ثانوية ومهنية رسمية.

### التعليم الاهلي
عرفت البلدة التعليم الاهلي منذ العشرينيات واستمر حتى العام 1962 م وكان التدريس في هذه المدارس يتقصر على اللغة العربية وقواعدها ودراسة القرآن الكريم وتجويده، ومن الذين برزوا في التعليم في هذه المدارس الشيخ إبراهيم حبحب والشيخ عقيل همداني ومحمد إبراهيم قاروط والشيخ محمد همداني الذي توفي سنة 1963 م. فشهدت وفاته نهاية هذا النوع من التعليم.وكذلك في ميس الجبل مدرسة خاصة تأسست عام 1978 وتدعى مدرسة التربية الحديثة.

## الإقتصاد
كانت الزراعة تشكل العامود الفقري لسكان البلدة وأهمها رزاعة التبغ، التي كانت تعتبر الزراعة النقدية الأساسية لهم. كما أنشأ العديد من أبناء ميس المؤسسات التجارية في بيروت وافتتح بعضهم فروعاً لهم في البلدة واشتهروا بتجارة السجاد والادوات المنزلية والمفروشات...

## وصلات خارجية
- موقع ميس الجبل منارة العلم والجهاد
- موقع بلدة ميس الجبل
- كتاب ميس الجبل لؤلؤة جبل عامل - رامز رزق